# Paullinia echinata
Paullinia echinata är en kinesträdsväxtart som beskrevs av Huber. Paullinia echinata ingår i släktet Paullinia och familjen kinesträdsväxter. Inga underarter finns listade i Catalogue of Life.